# Apogamia
L'apogamia (etimologicamente "perdita di gamia") è una variante dell'apomissia e consiste nella formazione di embrioni diploidi senza l'intervento della fecondazione. L'apogamia è tipica di alcune specie di fruttiferi (agrumi, mango), dove gli embrioni si formano da cellule della nucella, e sono detti, appunto, embrioni nucellari.
L'apogamia può essere somatica o generativa (anche detta apogamia goniale o ooapogamia). Nel primo caso una o più cellule somatiche del gametofito si sviluppano nel nuovo individuo, mentre nel secondo caso si sviluppa direttamente l'ovocellula, senza fecondazione.